# 장폴 마라
장폴 마라(Jean-Paul Marat, 1743년 5월 24일 – 1793년 7월 13일)는 스위스 태생의 프랑스인으로 프랑스 혁명에서 급진적인 언론인이자, 정치가로 잘 알려진 내과 의사, 철학자, 정치 이론가, 과학자,이다.
혁명 발발 후, 자코뱅 클럽의 산악파에 참가하여 공포 정치를 추진했다. 마라는 지롱드 파 지지자였던 샤를로트 코르데에 의해 암살되었다. 샤를로트 코르데는 그가 피부병으로 약물 목욕을 하는 동안에 그를 암살했다. 그의 죽음은 자크루이 다비드의 유명한 그림인 〈마라의 죽음〉에서 묘사된 혁명적인 순교자로 자코뱅의 아이콘이 되었다. 마라를 암살한 코르데는 4일 후인 1793년 7월 17일에 처형되었다.

## 생애
1743년 5월 24일 스위스 노쇼텔의 중류 가정에서 9남매 중 장남으로 출생하였다. 몸이 약했지만 공부를 좋아하는 소년이었다. 유럽 각지를 유학 한 후, 런던에서 개업하여 의사가 된다. 1777년에 프랑스에 초빙 되어 1783년까지 루이 16세의 동생인 아르투아 백작(후의 샤를 10세)의 밑에서 일했다. 그 무렵부터 반체제 운동을 시작하고 있었다.

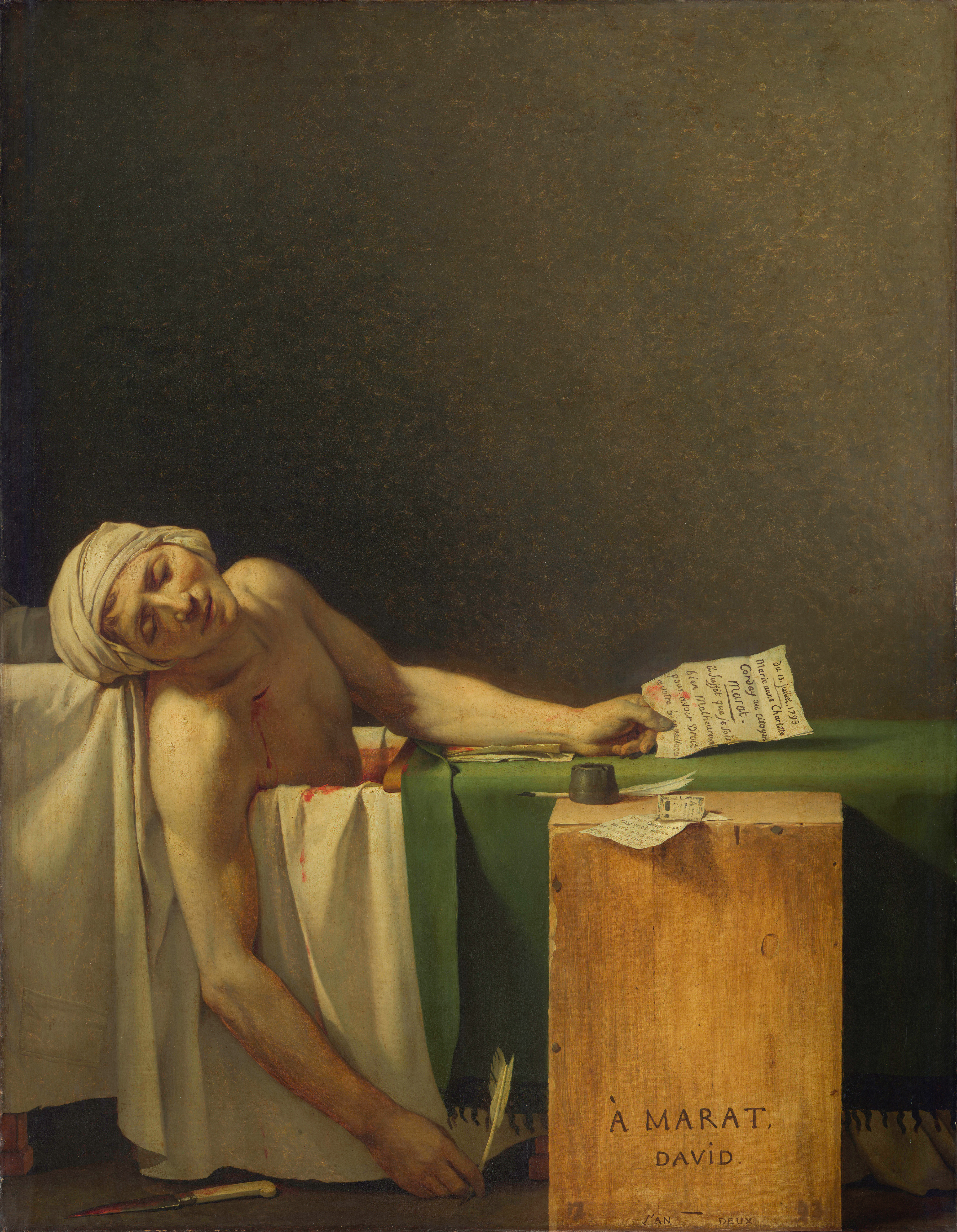
《마라의 죽음》, 자크 루이 다비드

1789년에 프랑스 혁명 발발 후 《인민의 벗》이라는 신문을 발행하여 사회 변혁에 미진한 정부를 비판하고 하층민을 지지했다. 그의 기고문은 격렬한 성격과 강경한 태도로 새 정부 편에 서서 "혁명의 적"과 사회의 극빈층을 위한 기본적인 개혁을 다룬 것으로 유명했다. 그의 완고한 끈질김, 일관된 목소리와 초인적이고 예언적인 정신력은 그를 민중이 신뢰하게 만들었다.
그런 이유로 1790년 1월 영국으로 망명하였다. 4월에 돌아와서 코르들리에 클럽에 들어갔으며, 1792년 8월 10일 튈르리 궁전 습격 사건과 반혁명파에 대한 9월 학살을 일으킨 것으로 알려져 있다. 1792년, 국민 공회 의원으로 선출되어 산악파에 소속되었다. 의회를 주도하는 지롱드파를 공격하고 한때 체포되었으나, 곧 석방되어 파리 민중을 봉기시켜 궁극적으로 국민공회에서 추방했다.
민중과 급진적인 자코뱅당의 다리 역할이 되어 1793년 6월 권력을 얻게 하였다. 짧은 2달 동안 6월에 지롱드 파가 차츰 몰락하게 되면서 마라는 당통과 로베스피에르와 함께 프랑스의 세명의 요인이 되었다. 여담으로, 유명한 역사화가인 자크 루이 다비드와 절친한 친구사이라고 알려져 있으며 다비드는 그가 죽은 후 그의 죽음을 미화하여 그린 〈마라의 죽음〉으로 군중들을 선동하였다.
혁명에 반대하는 자를 과격하게 숙청하는 독재 정치를 하였기 때문에, 반대파인 지롱드 당에 의해 사망하였다. 1793년 사건 발생 당시 그의 지병이었던 피부병이 악화되어, 활동을 쉬고 집에 틀어 박혀 목욕을 하며 요양하고 있었다. 그러다가 면회를 가장한 지롱드파 지지자 샤를로트 코르데에게 암살을 당했다.

## 같이 보기
- 공포 정치
- 프랑스 혁명 관련 인물